# Villentrois-Faverolles-en-Berry
Villentrois-Faverolles-en-Berry – gmina we Francji, w Regionie Centralnym, w departamencie Indre. W 2013 roku liczba ludności wynosiła 983 mieszkańców. 
Gmina została utworzona 1 stycznia 2019 roku z połączenia dwóch ówczesnych gmin: Faverolles-en-Berry oraz Villentrois. Siedzibą gminy została miejscowość Villentrois. 